# Dyskografia The Cure
Dyskografia The Cure.

## Albumy studyjne
| Rok                            | Tytuł                                                                                                   | Pozycja na liście | Pozycja na liście | Pozycja na liście | Pozycja na liście | Pozycja na liście | Pozycja na liście | Pozycja na liście | Certyfikat                                                |
| Rok                            | Tytuł                                                                                                   | USA               | GBR               | SWE               | CHE               | AUS               | NZL               | AUT               | Certyfikat                                                |
| ------------------------------ | --- | ----------------- | ----------------- | ----------------- | ----------------- | ----------------- | ----------------- | ----------------- | --------------------------------------------------------- |
| 1979                           | Three Imaginary Boys - Data: 11 maja 1979 - Wydawca: Fiction                                            | –                 | 44                | –                 | –                 | –                 | 37                | –                 |                                                           |
| 1980                           | Seventeen Seconds - Data: 18 kwietnia 1980 - Wydawca: Fiction                                           | –                 | 20                | –                 | –                 | 39                | 9                 | –                 |                                                           |
| 1981                           | Faith - Data: 10 kwietnia 1981 - Wydawca: Fiction                                                       | –                 | 14                | 38                | –                 | 38                | 1                 | –                 | - BPI: srebro                                             |
| 1982                           | Pornography - Data: 3 maja 1982 - Wydawca: Fiction                                                      | –                 | 8                 | 45                | –                 | 39                | 9                 | –                 |                                                           |
| 1984                           | The Top - Data: 30 kwietnia 1984 - Wydawca: Fiction                                                     | 180               | 10                | 31                | –                 | 55                | 23                | –                 | - BPI: srebro                                             |
| 1985                           | The Head on the Door - Data: 26 sierpnia 1985 - Wydawca: Fiction                                        | 60                | 7                 | 24                | 14                | 6                 | 11                | –                 | - BPI: złoto - RIAA: złoto                                |
| 1987                           | Kiss Me, Kiss Me, Kiss Me - Data: 25 maja 1987 - Wydawca: Fiction                                       | 35                | 6                 | 13                | 3                 | 9                 | 14                | 4                 | - BPI: złoto - RIAA: platyna                              |
| 1989                           | Disintegration - Data: 1 maja 1989 - Wydawca: Fiction                                                   | 12                | 3                 | 10                | 4                 | 9                 | 6                 | 5                 | - BPI: złoto - RIAA: 2x platyna - GER: złoto - CHE: złoto |
| 1992                           | Wish - Data: 21 kwietnia 1992 - Wydawca: Fiction                                                        | 2                 | 1                 | 10                | 8                 | 1                 | 3                 | 14                | - BPI: złoto - RIAA: platyna - ARIA: platyna - CHE: złoto |
| 1996                           | Wild Mood Swings - Data: 6 maja 1996 - Wydawca: Fiction                                                 | 12                | 9                 | 2                 | 9                 | 5                 | 10                | 12                | - RIAA: złoto                                             |
| 2000                           | Bloodflowers - Data: 14 lutego 2000 - Wydawca: Fiction                                                  | 16                | 14                | 5                 | 3                 | 11                | 41                | 22                | - CHE: złoto                                              |
| 2004                           | The Cure - Data: 28 czerwca 2004 - Wydawca: I AM, Geffen                                                | 7                 | 8                 | 10                | 5                 | 28                | 32                | 12                | - BPI: srebro                                             |
| 2008                           | 4:13 Dream - Data: 27 października 2008 - Wydawca: I AM, Geffen                                         | 16                | 33                | 36                | 15                | 30                | 32                | 28                | - POL: złoto                                              |
| 2024                           | Songs of a Lost World - Data 1 listopada 2024 - Wydawca: Polydor/Fiction, Lost Music/Universal, Capitol | 4                 | 1                 | 1                 | 1                 | 5                 | 3                 | 1                 | - POL: złoto - UK: srebro                                 |
| „–” pozycja nie była notowana. | |                   |                   |                   |                   |                   |                   |                   |                                                           |

## Kompilacje
- Boys Don’t Cry (1980, wydana początkowo tylko w USA, zawierająca większość utworów z albumu Three Imaginary Boys oraz nagrania singlowe z tego okresu)
- Happily Ever After (1981) – amerykańskie połączone wydanie albumów Seventeen Seconds i Faith
- Japanese Whispers (1983, zawiera materiał z singli Let’s Go To Bed, The Walk oraz Lovecats wraz z utworami ze stron B, z wyjątkiem utworu Mr. Pink Eyes z singla Lovecats)
- Standing on a Beach / Staring at the Sea (1986, single z lat 1979–1985)
- The Peel Sessions (1988)
- Mixed Up (1990, remiksy wybranych nagrań singlowych + 1 nowy utwór)
- Integration (1990)
- Galore (1997, single z lat 1987–1997 + 1 nowy utwór)
- Greatest Hits (2001)
- Join the Dots: B-sides and Rarities, 1978–2001 (2004, 4-płytowy box zawierający b-side’y singli zespołu i rzadkie nagrania)
- 4play (2006, iTunes)
- Torn Down (2018, kontynuacja Mixed Up, 16 remiksów autorstwa Roberta Smitha)

## Albumy koncertowe
- Concert: The Cure Live (1984) – zapis koncertów w Londynie i Oksfordzie z maja 1984 roku;
- Entreat (1991) – zapis koncertów w Londynie z lipca 1989 roku;
- Show (1993) – zapis koncertów w Auburn Hills k. Detroit w Stanach Zjednoczonych z lipca 1992 roku;
- Paris (1993) – zapis koncertów w Paryżu z października [992 roku;
- Bestival Live 2011 (2011) – zapis koncertu z festiwalu Bestival na wyspie Wight we wrześniu 2011 w Wielkiej Brytanii
- 40 Live: Curaetion-25 + Anniversary (2019)[17]

## Ścieżki dźwiękowe
- Carnage Visors (1981, ścieżka do filmu „Carnage Visors” Rica Gallupa, brata Simona Gallupa; ścieżka ukazała się na stronie B kasetowej wersji albumu „Faith”)
- Kruk (1994, utwór Burn)
- Sędzia Dredd (1995, utwór Dredd Song)
- Orgazmo (1997, utwór A Sign From God)
- Z Archiwum X: Pokonać przyszłość (1998, utwór More Than This)
- Żyć szybko, umierać młodo (2002, utwór Six Different Ways)
- Dragon Hunter (2005, utwór The Dragon Hunter Song)

## Reedycje
- Three Imaginary Boys – Deluxe Edition (2004, 2-płytowy box zawierający zremasterowany pierwszy album The Cure oraz rzadkie nagrania z okresu jego wydania)
- Seventeen Seconds – Deluxe Edition (2005, 2-płytowy box zawierający zremasterowany drugi album The Cure oraz rzadkie nagrania z okresu jego wydania)
- Faith – Deluxe Edition (2005, 2-płytowy box zawierający zremasterowany trzeci album The Cure oraz rzadkie nagrania z okresu jego wydania)
- Pornography – Deluxe Edition (2005, 2-płytowy box zawierający zremasterowany czwarty album The Cure oraz rzadkie nagrania z okresu jego wydania)
- The Top – Deluxe Edition (2006, 2-płytowy box zawierający zremasterowany piąty album The Cure oraz rzadkie nagrania z okresu jego wydania)
- The Head on the Door – Deluxe Edition (2006, 2-płytowy box zawierający zremasterowany szósty album The Cure oraz rzadkie nagrania z okresu jego wydania)
- Kiss Me, Kiss Me, Kiss Me – Deluxe Edition (2006, 2-płytowy box zawierający zremasterowany siódmy studyjny album The Cure oraz rzadkie nagrania z okresu jego wydania)
- Disintegration – Deluxe Edition (2010, 3-płytowy box zawierający zremasterowany ósmy studyjny album The Cure oraz rzadkie nagrania z okresu jego wydania, a na trzecim krążku rozszerzoną wersję albumu Entreat z 1991 roku, zawierającą koncertowe wykonania wszystkich 12 utworów z Disintegration zarejestrowane w londyńskiej Wembley Arena w 1989 roku)
- Mixed Up – Deluxe Edition (2018, 3-płytowy boks zawierający zremasterowany album Mixed Up, płytę ze zremasterowanymi remiksami z lat 1982–1990 oraz Torn Down)

## Single
Jako drugie podano utwory ze stron B podstawowych wersji singli:
- Killing an Arab / 10.15 Saturday Night (1979)
- Boys Don’t Cry / Plastic Passion (1979)
- Jumping Someone Else's Train / I’m Cold (1979)
- A Forest / Another Journey By Train (1980)
- Primary / Descent (1981)
- Charlotte Sometimes / Splintered In Her Head (1981)
- The Hanging Garden / A Forest (live) (1982)
- Let’s Go To Bed / Just One Kiss (1982)
- The Walk / The Dream (1983)
- The Lovecats / Speak My Language (1983)
- The Caterpillar / Happy The Man (1984)
- Inbetween Days / The Exploding Boy (1985)
- Close To Me / A Man Inside My Mouth (1985)
- Boys Don’t Cry (New Voice New Mix) / Pillbox Tales (1986)
- Why Can’t I Be You? / A Japanese Dream (1987)
- Catch / Breathe (1987)
- Just Like Heaven / Snow In Summer (1987)
- Hot, Hot, Hot!!! (Remix) / Hey You!!! (Remix) (1988)
- Fascination Street / Babble (tylko w USA) (1989)
- Lullaby / Babble (1989)
- Lovesong / 2 Late (1989)
- Pictures Of You / Last Dance (live) (1990)
- Never Enough / Harold And Joe (1990)
- Close To Me (Closest Mix) / Just Like Heaven (Dizzy Mix) (1990)
- High / This Twilight Garden (1992)
- Friday I’m in Love / Halo (1992)
- A Letter To Elise / The Big Hand (1992)
- The 13th / It Used To Be Me (1996)
- Mint Car / Waitng (w innych wersjach Home) (1996)
- Gone! (1996)
- Strange Attraction (1997)
- Wrong Number (1997)
- Cut Here / Signal To Noise (2001)
- The End Of The World / This Morning / Fake (2004)
- Taking Off / Your God Is Fear / Why Can’t I Be Me (w USA: alt.end zamiast Taking Off) (2004)
- The Only One / NY Trip (13 maja 2008)
- Freakshow / All Kinds Of Stuff (13 czerwca 2008)
- Sleep When I’m Dead / Down Under (13 lipca 2008)
- The Perfect Boy / Without You (13 sierpnia 2008)
- Alone (26 września 2024[18])
- A Fragile Thing(9 października 2024[19])

## Wideografia (wydawnictwa oficjalne)
- 1986 – The Cure In Orange (VHS, koncert zarejestrowany w 1986 r. w Orange, w południowej Francji)
- 1986 – Staring At The Sea (VHS, kolekcja teledysków z lat 1979–1986)
- 1991 – Picture Show (VHS, kolekcja teledysków z lat 1987–1990)
- 1991 – The Cure Play Out (VHS, film dokumentujący kilka występów The Cure w Wielkiej Brytanii z początku 1991 r.)
- 1993 – Show (VHS, koncert zarejestrowany w 1992 r. w Auburn Hills k. Detroit w Stanach Zjednoczonych)
- 1997 – Galore (VHS, kolekcja teledysków z lat 1987–1997)
- 2001 – Greatest Hits (DVD, VHS; kolekcja teledysków do największych przebojów The Cure oraz 2 nowych utworów, w wersji DVD dodatki i koncert akustyczny)
- 2003 – Trilogy (DVD, koncert zarejestrowany w 2002 r. w Berlinie w Niemczech)
- 2006 – Festival 2005 (DVD, fragmenty koncertów zarejestrowanych w 2005 r. podczas festiwalowych występów The Cure w różnych krajach Europy)